# Mulliet
Mulliet is een zeldzaam silicaatmineraal. Het kan twee stoichiometrische vormen aannemen: 3Al2O32SiO2 óf 2Al2O3 SiO2. Het is genoemd naar het Schotse eiland Mull, waar het wordt aangetroffen. Het wordt vooral toegepast in de keramische industrie bij de vervaardiging van vuurvaste materialen. Mulliet heeft geen aanvullende kationen. Als gevolg daarvan zijn er drie verschillende moleculaire structuren: twee tetraëdrische en een octaëdrische.
Mulliet werd voor het eerst in 1924 beschreven na een vondst op Mull. Het komt daar voor als een insluitsel in vulkanische rotsen. Verder komt het voor in het Val Sissone, Italië in sillimaniet in tonalietgesteente, en samen met amaril-achtige rotsen in Argyllshire, Schotland.

## Porcelaniet
Mulliet of porcelaniet kan worden gevonden als een samenstellend bestanddeel in thermisch vervormde rots genaamd porcelaniet.

## Gebruik in porselein
Mulliet is in de vorm van naaldjes aanwezig in porselein als vuurvast materiaal, vanwege het hoge smeltpunt van 1840 °C. In 2006 ontdekten onderzoekers van de University College London en van de Cardiff University dat pottenmakers in Hessen in Duitsland sinds de late middeleeuwen mulliet hebben gebruikt bij het maken van een type smeltkroes die smeden en alchemisten in staat stelden hun kroezen tot zeer hoge temperaturen te verhitten.
De smeltkroezen werden gemaakt door kaoliniet te verhitten tot boven 1100 °C waarbij mulliet ontstaat.
In dit geval zijn er twee veel voorkomende morfologieën voor mulliet. De ene is een plaatjesvorm, de tweede is een naaldvorm. Als de naaldvormige mulliet zich tijdens sinteren in een keramisch lichaam kan vormen, heeft dit effect op zowel de mechanische als fysische eigenschappen door de mechanische sterkte en de thermische bestendigheid te vergroten. De belangrijkste voorwaarde heeft betrekking op de chemische samenstelling van keramiek. Als de siliciumdioxide en alumina-verhouding met basismaterialen zoals natrium en calcium wordt aangepast, vormt zich bij een temperatuur van 1400°C naaldvormige mulliet en zullen de naalden in elkaar grijpen. Deze mechanische vergrendeling draagt bij aan de hoge mechanische sterkte van porselein.

##### Synthetische mulliet
Mulliet wordt door het smelten van een mengsel van kaolien en aluminiumoxide in een vlamboogoven, of door sintering van kaolien, aluminiumhydroxide en water in een tunneloven gemaakt.

##### Gebruik als katalysator
In het jaar 2012 gedaan onderzoek gaf als resultaat dat synthetische mulliet een vervanging kan zijn voor platina in de katalysatoren van dieselmotoren.

## Vorming en vindplaatsen

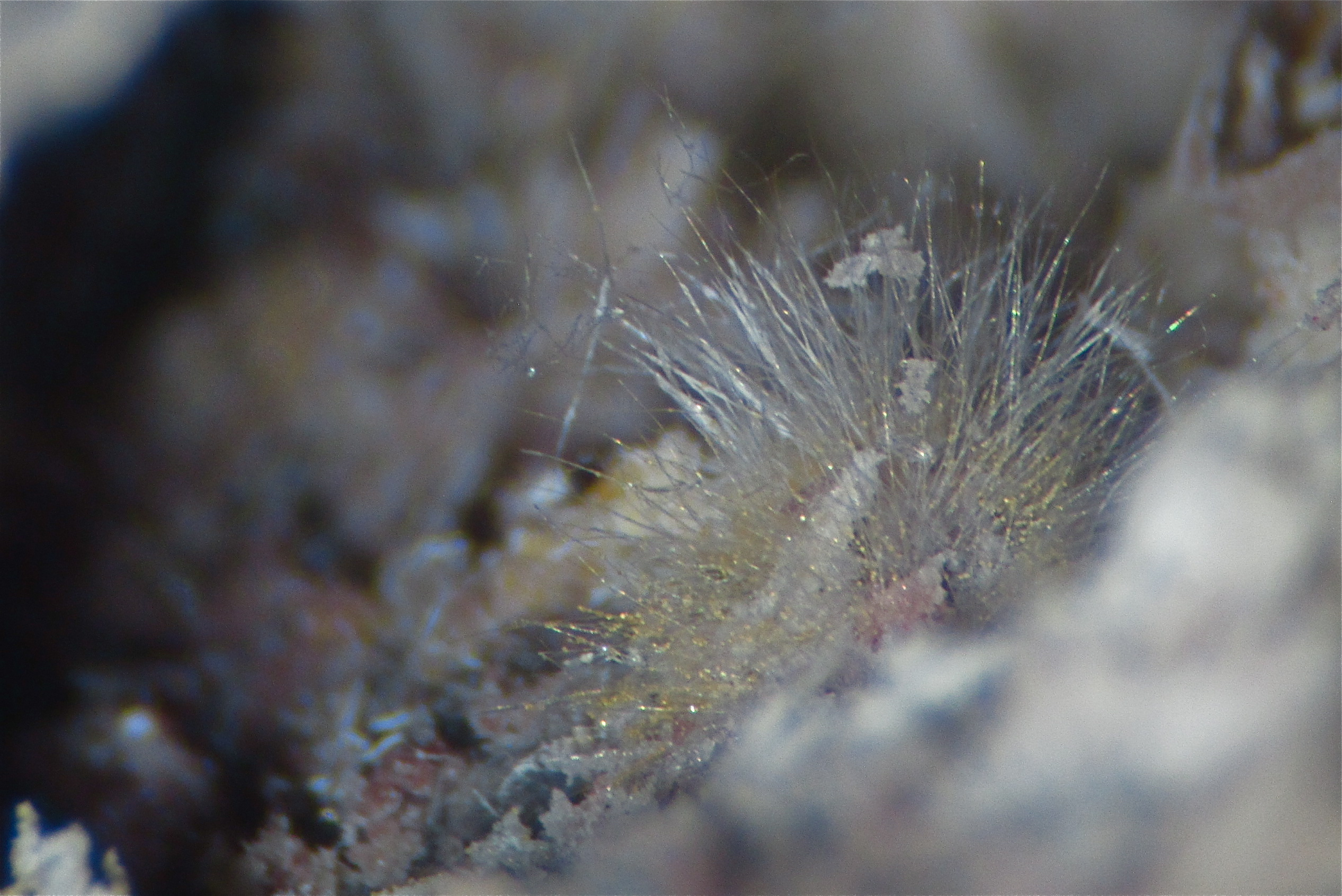
Naaldachtige mulliet met onbekende gele aanslag, uit Hendersons rotsgroeve, Mount Ngongotaha, Rotorua, Nieuw-Zeeland (beeldgrootte 5 mm)

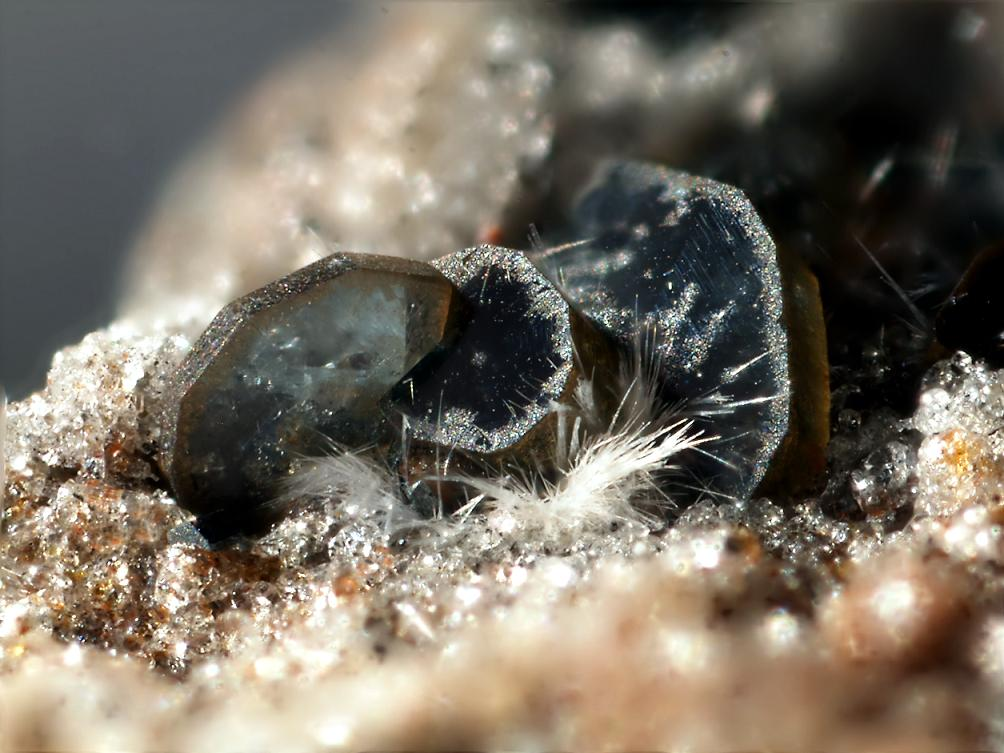
Witte, draadachtige mulliet, daarachter Osumiliet (beeldgrootte: 1,5 mm)
Vindplaats: Wannenköpfe, Vulkaancomplex Wannengruppe, Eifel, Duitsland

Mullit ontstaat door metamorfose uit kaoliniet bij normale druk en ongeveer 1200 °C. Het ontstaat ook als bijproduct van sillimaniet of andalusiet bij een temperatuur boven 1000 °C (Sillimanit→Mullit+SiO2). Omdat deze voorwaarden in de natuur slechts zelden en in beperkte volumes gesteente bereikt worden, (in gesteente naast basaltische vulkaanschoorstenen), komt mulliet slechts in zeer kleine hoeveelheden voor.
Het is op ruim 70 plaatsen gevonden, op Mull op meerdere plaatsen. In Duitsland is het gevonden in de omgeving van de Laacher See, bij de Ettringer Bellerberg in Mayen-Koblenz en op meerdere plaatsen in Landkreis Vulkaneifel in Rheinland-Pfalz. Voorts bij de Katzenbuckel in Baden-Württemberg, de Teichelberg en de Schloßberg bij Waldeck (Gemeinde Kemnath) in Beieren, bij Georgsmarienhütte in Nedersaksen en in de Grube Anna in Noordrijn-Westfalen.
In Oostenrijk werd het ontdekt in een basalt-steengroeve van de Pauliberg in Burgenland en bij Klöch en de Stradner Kogel in Steiermark. 
Wegens de kleine hoeveelheden kan mulliet normaal gesproken niet zinvol worden gewonnen. Een commerciële winningslocatie bevindt zich in Transvaal, noordelijk Zuid-Afrika.